# ابونصر دقاق
ابونصر شمس الملک دقاق امیر سلجوقی شهر دمشق بود که در میان سالهای ۱۰۹۵ تا ۱۱۰۴ به فرمانروایی پرداخت. او در ۸ ژوئن ۱۱۰۴ درگذشت.

## نسب و فرمانروایی
دقاق پسر تتش، حاکم سلجوقی سوریه بود و برادر رضوان بود. پس از مرگ تتش، رضوان ادعای حکومت سوریه را نمود ولی دقاق علیه او شورید و کنترل دمشق را در دست گرفت.